# Vanamõisa (rzeka)
Vanamõisa (est. Vanamõisa jõgi) – rzeka w zachodniej Estonii. Rzeka wypływa z okolic wsi Lõpe w gminie Koonga. Wpada do rzeki Kasari w okolicy wsi Seira. Ma długość 23,2 km i powierzchnię dorzecza 141,4 km².